# Pâquerette (actrice, 1873)
Pour les articles homonymes, voir Pâquerette (homonymie).
Ne doit pas être confondu avec Pâquerette (actrice, 1876).
Mathilde Gabrielle Chabriais dite Gabrielle Pâquerette ou Pâquerette,  née le 9 mai 1873 à Périgueux et morte le 21 janvier 1931  dans le 10e arrondissement de Paris, est une chanteuse de music-hall et actrice française de cinéma de la période du cinéma muet.

## Biographie
Fille de Lucien Chabriais et de Louise Michel, tous deux artistes lyriques, Mathilde Chabriais débute très tôt une carrière au music-hall, chantant des romances. Elle prend un nom de scène et se fait connaître sous le nom de « Pâquerette ». 
Elle se produit à partir du début des années 1890 au café-concert des Ambassadeurs, dans le quartier des Champs-Élysées, aux Folies-Bergère et à l' Alcazar d'été à Paris, un café-concert parisien ouvert en 1860, au London Trocadero (en) à Londres, et à New York, au Tammany Hall Theater de Tony Pastor, un théâtre devenu l'un des piliers du music-hall américain à la fin du XIXe siècle connu également sous le nom Tony Pastor's Music House, puis chez Koster et Biel. 
Elle devient célèbre pour les distorsions faciales et corporelles qui transformaient sa beauté en effet comique. Paulus, qui se produisait également à l'Alcazar d'été à cette époque, parle d'elle en termes très élogieux dans ses mémoires : « elle était très jolie et se faisait heureusement laide dans des costumes grotesques. »
Dans les années 1910 elle abandonne le music-hall pour le théâtre et le cinéma et tourne de nombreux films jusqu'à la fin des années 1920 avec des réalisateurs comme Max Linder, Albert Capellani, Georges Monca, Camille de Morlhon, Marcel L'Herbier, Luitz-Morat, Maurice de Marsan, Henri Pouctal, Louis Mercanton, Rex Ingram, Henri Chomette, Roger Lion. En 1924, elle tourne avec Sarah Bernhardt dans La Voyante du réalisateur américain Leon Abrams.
Pâquerette meurt le 21 janvier 1931 à l'hôpital Lariboisière à Paris à l'âge de 57 ans. Elle est inhumée au cimetière parisien de Pantin.

## Filmographie partielle
- 1909 : Amoureux de la femme à barbe avec Max Linder : la femme à barbe
- 1911 : Max et sa belle-mère de Max Linder et Lucien Nonguet : la belle-mère
- 1911 : Le Prix de vertu d'Albert Capellani
- 1911 : Rigadin n'aime pas le vendredi 13 de Georges Monca
- 1911 : La Suggestion du baiser de Georges Monca
- 1911 : La Doctoresse (Rigadin et la Doctoresse) de Georges Monca : la femme haltérophile
- 1912 : Sa majesté Grippemiche de Georges Denola
- 1913 : Don Quichotte de Camille de Morlhon
- 1913 : Sherlock Holmes roulé par Rigadin de Georges Monca
- 1920 : L'Homme du large de Marcel L'Herbier : La tenancière
- 1921 : Les As de l'écran de Amédée Rastrelli
- 1921 : L’Assommoir de Maurice de Marsan et Charles Maudru : Mme Boche
- 1922 : La Résurrection du Bouif de Henri Pouctal : Mariette, le bourreau de ce pauvre Bouif
- 1923 : Aux Jardins de Murcie de Louis Mercanton et René Hervil : la mère de Maria del Carmen
- 1923 : Sarati le terrible de Louis Mercanton : Remedios
- 1923 : Le Diamant vert de Pierre Marodon
- 1923 : Petit ange et son pantin de Luitz-Morat : La mère de Gisèle
- 1923 : La Rue du pavé d'amour de André Hugon : Misé Monié
- 1923 : La Cabane d'amour de Jeanne Bruno-Ruby : Victoire Pastoret
- 1924 : Le Baiser de Polycarpe de Ernest Servaes :
- 1924 : La Voyante de Leon Abrams : la concierge
- 1926 : Mare Nostrum de Rex Ingram : Doctor Fedelmann
- 1926 : Le Criminel de Alexandre Ryder : Sérafina
- 1927 : Le Jardin d'Allah de Rex Ingram : Suzanne
- 1928 : Le Chauffeur de Mademoiselle de Henri Chomette :
- 1928 : La venenosa de Roger Lion : la diseuse de bonne aventure